# Клемент Теміле
Клемент Теміле (англ. Clement Temile) — нігерійський футболіст, що виступав на позиції вінгера у складі нікосійського «Олімпіакоса», ізраїльського «Бейтара» з Нетаньї та низки нігерійських клубів. Викликався до лав збірної Нігерії. Батько відомого ізраїльського футболіста Тото Тамуза, дядько нігерійських гравців Франка та Омоніго Теміле.

## Життєпис
Переважну більшість кар'єри Теміле провів у Нігерії, виступаючи у складі таких клубів як «Енугу Рейнджерс», «Флеш Фламінгос», «ННПК Варрі», «Абіола Бейбс» (у складі цього клубу він став фіналістом Кубка Нігерії 1984), «БСК Лайонз» та «Бендел Іншуренс». У 1984 році викликався до лав національної збірної Нігерії задля участі у матчах Кубка африканських націй та відбірних поєдинків до Чемпіонату світу 1986. Першим європейським клубом Теміле став кіпрський «Олімпіакос», а у 1990 році він перейшов до лав «Бейтара» з Нетаньї, кольори якого захищав протягом року, допоки клуб не збанкротував та не припинив свого існування, після чого повернувся до Нігерії.
Отримав тренерську ліцензію ФІФА категорії «А». З 2006 по 2008 року тренував англійський футбольний клуб «Кентіш Таун», що виступав у змаганнях 9-11 рівнів системи англійських футбольних ліг. Всупереч повідомленням деяких британських видань, Теміле не отримував пропозицій очолити національну збірну Нігерії у 2008 році. У 2013 році він повернувся на Батьківщину з метою розвитку спорту в Нігерії. Окрім спорту Клемент Теміле займається бізнесом і має власне туристичне агентство.

## Досягнення
- Срібний призер Кубка африканських націй: 1984
- Фіналіст Кубка Нігерії (1): 1984

## Сім'я
- У 1988 році, ще під час виступів Теміле у Нігерії, в нього народився син, що пізніше став відомий як гравець збірної Ізраїлю з футболу Тото Тамуз. У 1991 році, після збанкротування «Бейтара», у якому грав нігерійський півзахисник, Теміле після тривалих спроб поліпшити фінансовий стан родини завдяки випадковим заробіткам, разом з сім'єю повернувся на Батьківщину, однак Тото лишився в Ізраїлі, де жив разом з товаришем по команді свого батька. Деякий час потому його всиновила місцева жителька Оріт Тамуз, від якої йому й дісталося прізвище[3][4].
- Колишній футболіст київського «Динамо» та низки інших клубів Франк Теміле[5] та його старший брат Омоніго є рідними племінниками Клемента.